# Zello
Zello — стартап, що розробив однойменну push-to-talk програму для мобільних телефонів, яка дозволяє передавати голосові повідомлення через інтернет. Zello по-суті являє собою емулятор звичайної рації. Можна надсилати повідомлення усім одразу, або кожному персонально. Канали нагадують частоти у звичайній рації, якщо ви підписані на канал — ви можете чути всіх користувачів каналу і відправляти свої звукові повідомлення в канал. Канали поділяються на два типи. На першому типі каналів всі можуть говорити і слухати. На другому типі каналів тільки один користувач говорить, а інші лише слухають. Канали можуть бути захищені паролем. Zello працює лише за наявності доступу до мережі інтернет.
На початку квітня 2022 року ЗСУ закликали не використовувати застосунок через його російське походження та ймовірні вразливості, які можуть використовуватися російськими спецслужбами.